# Red Blooded Woman
Red Blooded Woman è una canzone di Kylie Minogue inclusa nell'album Body Language.

## Informazioni generali
La canzone è il secondo singolo estratto dall'album Body Language all'inizio del 2004. Si tratta di un pezzo considerato Urban-pop per le influenze R&B presenti nel singolo (che rispecchiano un po' tutto l'album). Ha ricevuto buon successo sia in Inghilterra e Australia sia in Europa dove è arrivato in Top10. Nel mondo ha venduto al 2004 più di 2 milioni di copie. In America è stato scelto come secondo singolo, per continuare la permanenza nella classifica dance americana, già iniziata dal precedente singolo Slow. Grazie al tocco R&B del pezzo, riceve molti passaggi nelle radio americane, tra cui molte di queste a forte impatto mediatico.

## Video
Il video è stato girato da Jake Nava, regista di già altre artiste pop quali Britney Spears e Beyoncé. Si tratta di un video girato a Los Angeles, che vede la cantante impegnata per le vie trafficate della città che passa attraverso auto e tir, fino a giungere in un club in cui balla una coreografia sul pezzo.

## Classifiche
| Chart (2004)                             | Peak position |
| ---------------------------------------- | ------------- |
| Estonia Singles Chart                    | 1             |
| Hong Kong Singles Chart                  | 1             |
| Israeli Singles Chart                    | 1             |
| Macedonian Singles Chart                 | 1             |
| Romanian Top 100                         | 1             |
| Russian Singles Chart                    | 1             |
| South African Singles Chart              | 1             |
| Argentinian Singles Chart                | 3             |
| Australian ARIA Singles Chart            | 4             |
| Chilean Singles Chart                    | 4             |
| UK Singles Chart                         | 5             |
| Denmark Airplay Chart                    | 6             |
| Eurochart Hot 100                        | 8             |
| Spanish Singles Chart                    | 8             |
| Irish Singles Chart                      | 9             |
| Denmark Singles Chart                    | 10            |
| Italian Singles Chart                    | 10            |
| Finnish Singles Chart                    | 12            |
| Greece Singles Chart                     | 14            |
| Swiss Singles Chart                      | 15            |
| Dutch Singles Chart                      | 16            |
| German Singles Chart                     | 16            |
| Mexican Singles Chart                    | 18            |
| New Zealand Singles Chart                | 19            |
| Austrian Singles Chart                   | 23            |
| Swedish Singles Chart                    | 28            |
| French Singles Chart                     | 33            |
| U.S. Billboard Hot Dance Airplay Chart   | 1             |
| U.S. Billboard Hot Dance/Club Play chart | 24            |